# Клод Окинлек
Клод Окинлек (енгл. Sir Claude John Eyre Auchinleck; 21. јуна 1884—23. марта 1981) био је фелдмаршал британске војске током Другог светског рата. Био је професионални војник који је провео већину каријере у Индији, где је почетком 1941. постао врховни командант индијске војске. У јулу 1941. постављен је за главног команданта ратишта на Блиском истоку, али након почетних успеха рат у северној Африци се окренуо против Британаца, а смењен је са положаја 1942. године током кључне Аламејнске кампање. У јуну 1943. поново је постављен за врховног команданта Индије све до поделе Индије 1947. године, када је до краја 1948. преузео улогу врховног команданта свих британских снага у Индији и Пакистану.

## Каријера
У Другом светском рату командовао је британским експедиционим корпусом у северној Норвешкој 1940. У 1941. командовао је британским снагама у Индији, а од јула 1941. на Блиском истоку, где је од Пустињског корпуса у северној Африци формирао Осму армију и са њом 1941/42. најпре продро у Либију до ел Агајле (Операција Крсташ), а затим је одбачен од немачко-италијанске армије до Ел-Аламејна. Од августа 1942. предао је команду над Осмом армијом генералу Монтгомерију, а Блиским истоком генералу Александеру. Од јула 1943. до 1947. командовао је британским снагама у Индији.